# Charenton-le-Pont
Charenton-le-Pont és un municipi francès, situat al departament de Val-de-Marne i a la regió de l'Illa de França. L'any 1999 tenia 26.582 habitants.
Forma part del cantó de Charenton-le-Pont i del districte de Créteil. I des del 2016, de la divisió Paris-Est-Marne et Bois de la Metròpoli del Gran París.
Situat al sud-est de París, és un centre residencial i industrial.